# 羅恩縣 (西維吉尼亞州)
羅安縣（英語：Roane County）是美国西維吉尼亞州西部的一個縣，面積1,253平方公里。根據2020年美國人口普查，共有人口14,028人。縣治史賓塞（Spencer）。該縣成立於1856年3月11日，本縣以維吉尼亞州最高法院法官史賓塞·羅恩（Spencer Roane）命名。